# Sanda Fideršeg
Sanda Fideršeg (Zagreb, 15. rujna 1928. – Zagreb, 28. ožujka 2007.) je bila hrvatska televizijska, kazališna i filmska glumica.

## Životopis
Glumica Sanda Fideršeg rođena je u Zagrebu gdje je i maturirala 1947. godine. Nakon toga odmah upisuje  Zemaljsku glumačku školu u  Bogovićevoj ulici 7. te već 1948. godine nakon završene prve godine studija odlazi na snimanje ratnog filma u Mline, pored Dubrovnika, gdje igra jednu od glavnih uloga (Mahi) u filmu "Majka Katiina" Nikole Popovića o grčkom pokretu otpora, filmu koji je zbog ideoloških razmimoilaženja Generala Markosa s Titom bio "bunkeriran" 50 godina. Dobiva posao u Zastava filmu i u Zagreb se vraća tek 1950 godine te završava studij glume na novoosnovanoj zagrebačkoj Akademiji za kazališne umjetnosti 1953. ulogom Minne von Barnhelm u istoimenom djelu G. E. Lessinga.

## Uloge

### Kazališne uloge
- Irena, "Nevidljiva kapija" Oto Bihalji Merin, redatelj: Dino Radojević, 20. svibanj 1957., Hrvatsko narodno kazalište u Zagrebu
- Gospođa Anderson, "Đavolji učenik" Georg Bernard Shaw, redatelj: Borislav Grigorović, 7. prosinac 1963.,  Narodno pozorište u Sarajevu
- Barbara Erdôdi, "Buniduh Kerempuh" Tito Strozi, redatelj: Tito Strozi, 23. ožujak 1970., Zagrebačko gradsko kazalište Komedija
- Mara, sestra Violaine "Navještanje" Paul Claudel, redatelj: Janko Marinković, 1970., Komorni teatar klasike
- Lolička, lijepa kaštelanica, "Gubec Beg" Ivica Krajač & Karlo Metikoš & Miljenko Prohaska, redatelj: Vlado Štefančić, 5. ožujak 1975., Zagrebačko gradsko kazalište Komedija
- Susana Draskovitch, "Grička vještica",  Ivica Krajač & Karlo Metikoš & Miljenko Prohaska, redatelj: Vlado Štefančić, 26. ožujak 1979.,Zagrebačko gradsko kazalište Komedija

### Televizijske uloge
- "Mejaši" kao Gretica Škvorc (1970.)
- "Nepokoreni grad" (1982.)
- "Ptice nebeske" (1989.)

### Filmske uloge
- "Majka Katina" (1949.)
- "H-8" kao supruga liječnika Šestana (1958.)
- "Natječaj za crnu priču" (1960.)
- "Martin u oblacima" kao pazikuća (1961.)
- "Carevo novo ruho" kao dama #3 (1961.)
- "Okus nasilja" (1961.)
- "Kolinje" kao Gretica Škvorc (1970.)
- "Izbavitelj" kao stanarka (1976.)
- "Češalj" kao Ruža Tomić (1983.)

## Vanjske poveznice
- Sanda Fideršeg u internetskoj bazi filmova IMDb-u (engl.)